# Brona (rolnictwo)
Brona – narzędzie uprawowe do spulchniania i rozdrabniania roli (bronowania). Stosowane najczęściej po orce do rozdrabniania roli, lub po zasiewie, w celu przykrycia materiału siewnego cienką warstwą rozdrobnionej gleby. Stosowane jest także do usuwania kłączy i rozłogów chwastów, jako jedna z metod zwalczania chwastów.
Napędzane (ciągnięte) przy pomocy ciągnika lub konia. Rozróżnia się:
1. Brony zębowe

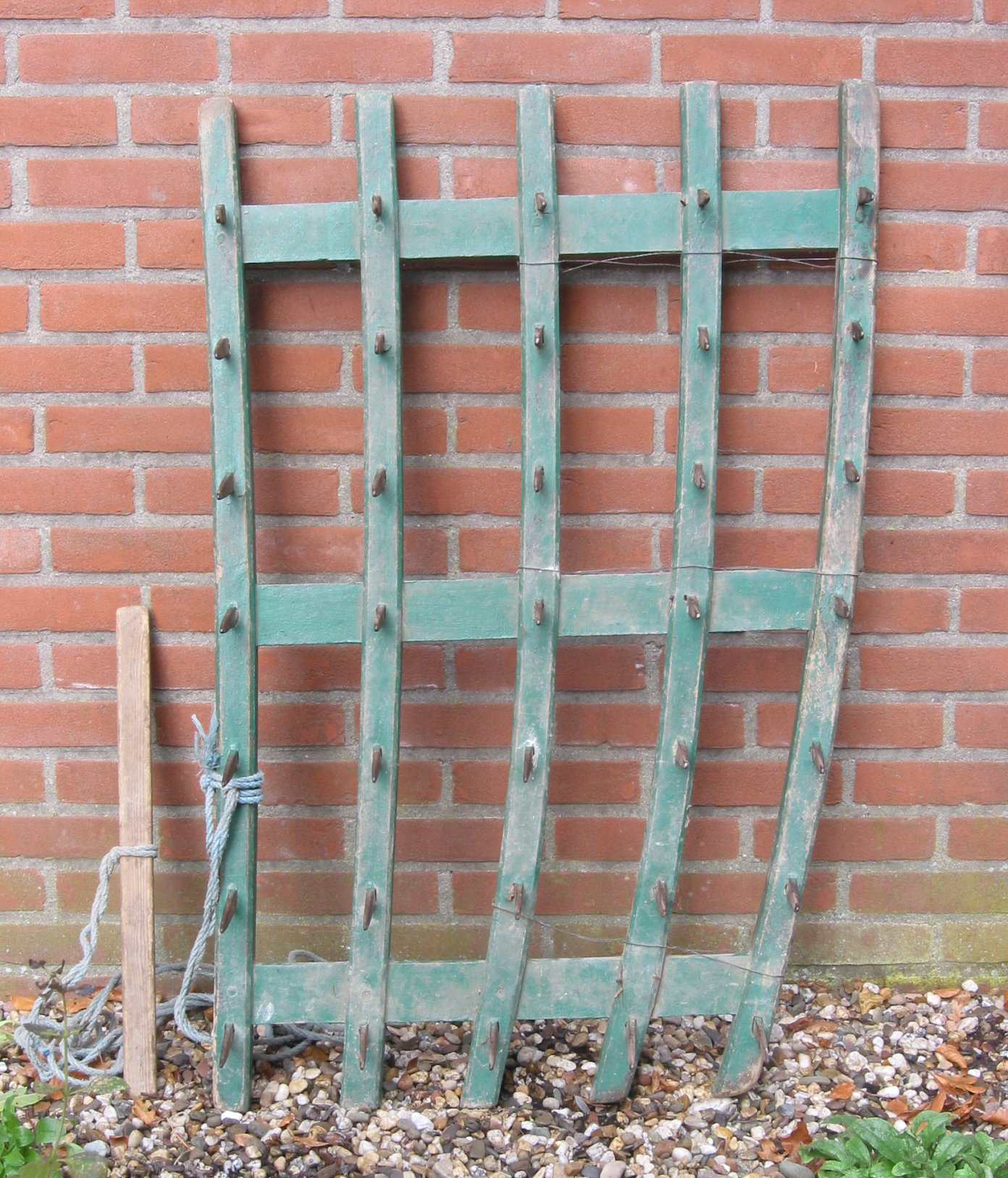
Brona drewniana

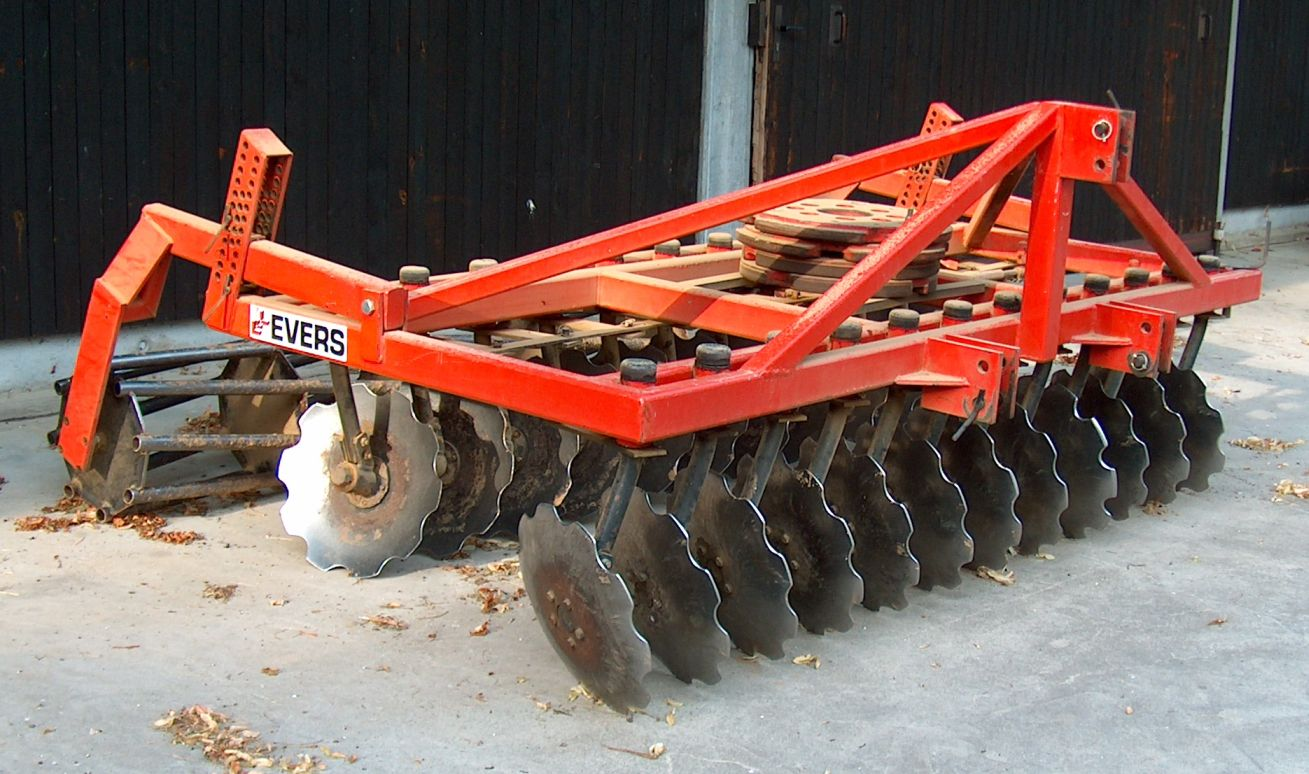
Brona talerzowa (pierwsze dwa rzędy) z wałem strunowym (ostatni rząd)

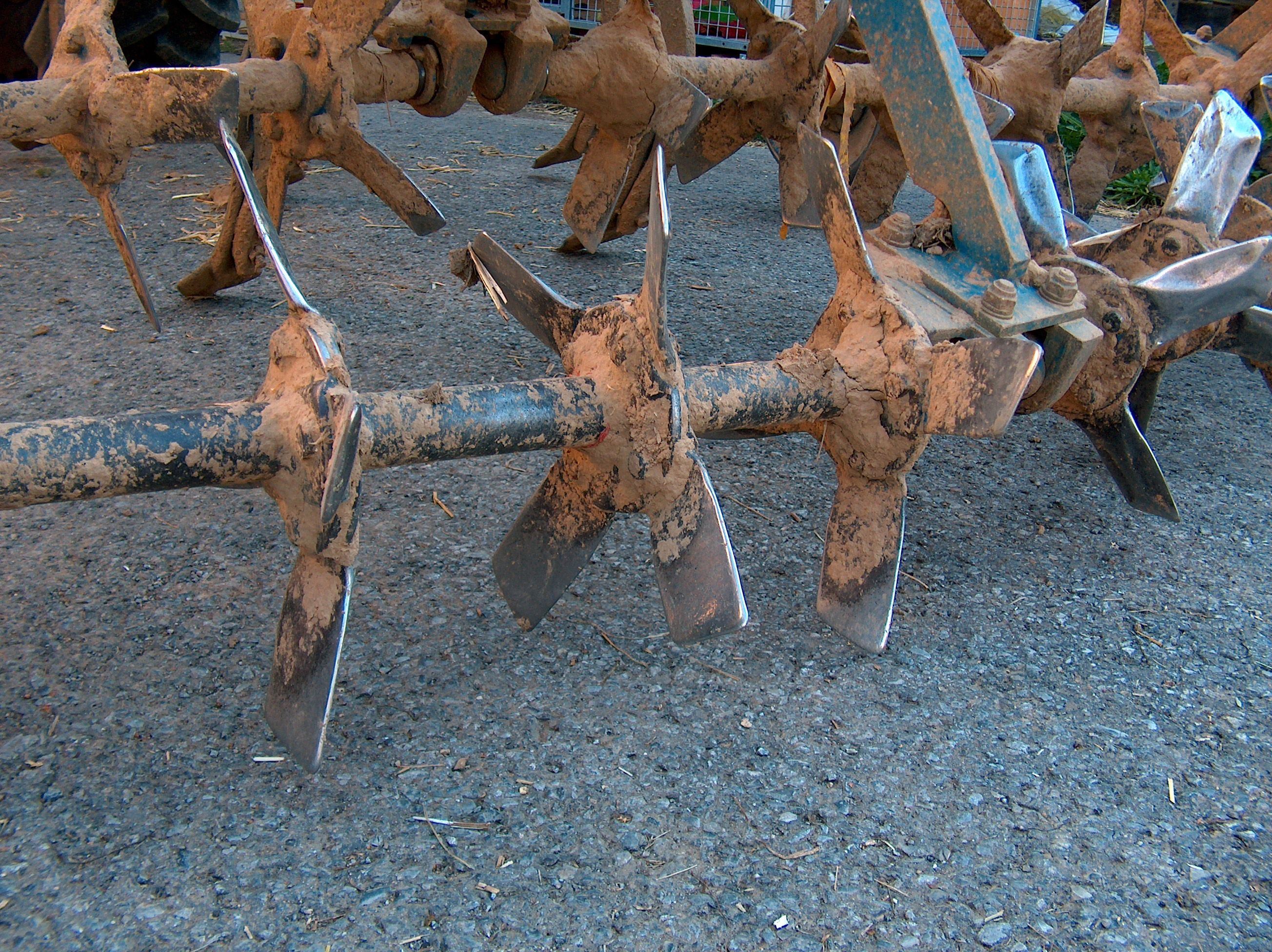
Brona łopatkowa

  - drewniane – kratownica z listew drewnianych z nabijanymi stalowymi zębami. Stosowana jako brona ciągniona przez konie lub woły, pojedynczo lub w zespołach po dwie. Pierwotnie brony drewniane były wykonywane bez użycia części metalowych. Drewniane zęby i elementy kratownicy były powiązane cienkimi, mocnymi gałązkami.
  - zygzakowe – rodzaj kratownicy o wymiarach ok. 1 x 1 m, z płaskowników stalowych o przekroju 8 x 25 mm. Na każdym skrzyżowaniu płaskowników umieszczony jest ząb z zaostrzonego pręta o przekroju 15 x 15 mm i długości ok. 170 mm. Płaskowniki poprzeczne wygięte faliście powodują, że zęby drugiego rzędu są przesunięte względem zębów pierwszego rzędu. Stosowane jako konne (pojedyncze lub w zespołach po dwie) lub ciągnikowe (w większych zespołach)
  - kolczaste – zespół zębatych, gwiaździstych tarcz, osadzonych na wspólnej osi
  - sprężynowe (sprężynówki) – zespół sprężyn płaskich, wygiętych łukowato, zakończonych małymi radełkami, umieszczonych na dwukołowym podwoziu lub na metalowych sankach. Służą do odchwaszczania, lub płytkiej obróbki gleby
2. Brony talerzowe
  - zespół wklęsłych tarcz podobnych do talerza (stąd nazwa), osadzonych na wspólnej osi, wsparty dodatkowo na prostym podwoziu. Działanie podobne do działania pługa. Obracające się tarcze kroją glebę i odwracają ją, zabieg nazywany jest talerzowaniem. Stosowane tylko jako brony ciągnikowe.
3. Brony aktywne
  - wirnikowe (karuzelowe) - zespół wirników ułożonych poprzecznie do kierunku jazdy, na każdym z nich osadzone są dwa zęby, które bezpośrednio kruszą i rozdrabniają rolę, napędzane z WOM ciągnika, najczęściej spotykane o szerokości 3 m posiadają 12 wirników, sprzęgnięte z wałem strunowym, stosowane na glebach ciężkich i zwięzłych, wymagają stosunkowo dużej mocy ciągnika, często agregowane z siewnikiem tworząc agregat uprawowo-siewny
  - wahadłowe - najczęściej dwie belki z zębami, ustawione jedna za drugą, wykonują wahadłowy poprzecznie do kierunku jazdy, napędzane z WOM ciągnika, wymagają mniejszej mocy ciągnika od bron wirnikowych, ale też słabiej doprawiają rolę, stosowane również na glebach ciężkich i zwięzłych (ale nie tylko), tak jak brony wirnikowe często są agregatowane z siewnikiem.

Według masy wyróżnia się brony:
- lekkie, spulchniające rolę na głębokość 2–5 cm,
- średnie, 4–6 cm
- ciężkie, 6–10 cm.

## W heraldyce
Element brony występuje w heraldyce.

Herb gminy Boronów
Herb szlachecki de Laveau